# Walter Jerven
Walter Jerven  (* 30. November 1889 in Hannover; † 3. Februar 1945 in Berlin; eigentlich Johann Wilhelm Wucherpfennig) war ein deutscher Filmhistoriker, Regisseur und Autor.

## Leben und Werk
Bereits 1915 veröffentlichte er in der Reihe Fünfzig-Pfennig-Bücher beim Reuß & Itta-Verlag eine Sammlung von Prosatexten unter dem Titel 1870/71-Lieder und Gedichte. Vom 3. Januar 1916 bis April 1917 war er Redakteur beim Bodenseebuch. In dieser Eigenschaft schrieb er u. a. Eine Literarische Bodenseewanderung.
Mit Karl Valentin produzierte er neben Franz Osten 1929 den Spielfilm Der Sonderling, bei dem er das Drehbuch schrieb und Regie führte. Später geriet er mit Valentin in Streit. Im Film-Kurier vom 21. September 1928 veröffentlichte er eine Glosse über die Arbeit mit Karl Valentin. Von 1933 an verdiente Jerven sein Geld durch die Vorführung kleiner Kompilationsfilme, zu deren Vorführung er launige Geschichten erzählte. In einer Zeitungsrezension von 1931 wird Jervens Vorführung in einem Kino gelobt für Wortspiele, Kabaretteinlagen und witzige Erklärungen von Regiefehlern.
In seiner Regiearbeit Von Zeppelin 1 bis LZ 130 zeigt sich Jervens Begeisterung für die Fliegerei. Diese machte sich die nationalsozialistische Propaganda in dem Vorbehaltsfilm Himmelstürmer zunutze. Für diesen Film durchforschte Walter Jerven diverse Sammlungen und Archive, insbesondere konnte er auf die Bestände des 1935 gegründeten Reichsfilmarchivs zurückgreifen.
Jerven starb 1945 kurz vor Kriegsende bei einem Luftangriff in Berlin.

## Nachlass
Ein Nachlass von Walter Jerven ist nirgends nachgewiesen. Im Nachlass des KPÖ-Politikers Max Haller, der im Franz-Michael-Felder-Archiv der Vorarlberger Landesbibliothek in Bregenz verwahrt wird, befinden sich Werkmanuskripte und Briefe an Jerven aus den Jahren 1913–1923 (u. a. von Hermann Hesse, René Schickele, Ferdinand Hardekopf).

## Publikationen

### Bücher
- 1915: 1870/71
- 1915: Heldinnen
- 1916: Alte Kalendergeschichten
- 1916: Konstanza
- 1917: Das heitere Buch
- 1918: Das Weihnachtsbuch
- 1922: Seltsame Erlebnisse
- 1923: Das badische Buch
- 1928: Laotse, Tao-te-King[7]

### Filmografie
- 1926: Fräulein Mama (Drehbuch)
- 1927: Das Spielzeug einer schönen Frau (Drehbuch)
- 1927: Die Königin des Varietés (Drehbuch)
- 1929: Der Sonderling (Regie, Drehbuch, Produzent)
- 1932: Asta Nielsen. Eine Grosse Künstlerin (Drehbuch, Regie) Kurzfilm
- 1933: Die Welt von Einst. Eine Filmfolge (Drehbuch, Regie) Kurzfilm
- 1934: La Paloma. Ein Lied der Kameradschaft (Drehbuch, Regieassistenz)
- 1934: Toi que j'adore (Drehbuch)
- 1934: Ich kenn' dich nicht und liebe dich (Drehbuch)
- 1935: Punks kommt aus Amerika (Drehbuch mit Curt J. Braun)
- 1937: Von Zeppelin 1 bis LZ 130 (Regie)
- 1941: Himmelstürmer. Geburt und Geschichte des Fliegens (Regie, Produzent).